# The Mail
The Mail, noto come The Madras Mail fino al 1928, era un quotidiano in lingua inglese pubblicato nella presidenza di Madras (poi stato di Madras e infine Tamil Nadu) dal 1868 al 1981. Era il primo giornale della sera in India.

## Storia
Il Madras Mail venne fondato da due giornalisti, Charles Lawson e Henry Cornish, il 14 dicembre 1868. Essi erano già stati editori presso il The Madras Times prima di dimettersi dalla direzione dopo un litigio con Gantz & Sons, società proprietaria del quotidiano. Ben presto il Madras Mail emerse come un forte rivale di The Madras Times e The Hindu.
Nel 1921, il giornale fu acquistato dall'uomo d'affari europeo John Oakshott Robinson che lo aggiunse al suo conglomerato di affari. Nel 1945, fu comprato ancora dal magnate indiano S. Anantharamakrishnan e rimase di proprietà sua e della sua famiglia fino alla liquidazione nel 1981.